# Fredrik Melander
Fredrik Melander är en litterär figur skapad av Maj Sjöwall och Per Wahlöö, som en av Martin Becks närmaste poliskollegor, i serien Roman om ett brott.

## Biografi och förekomster

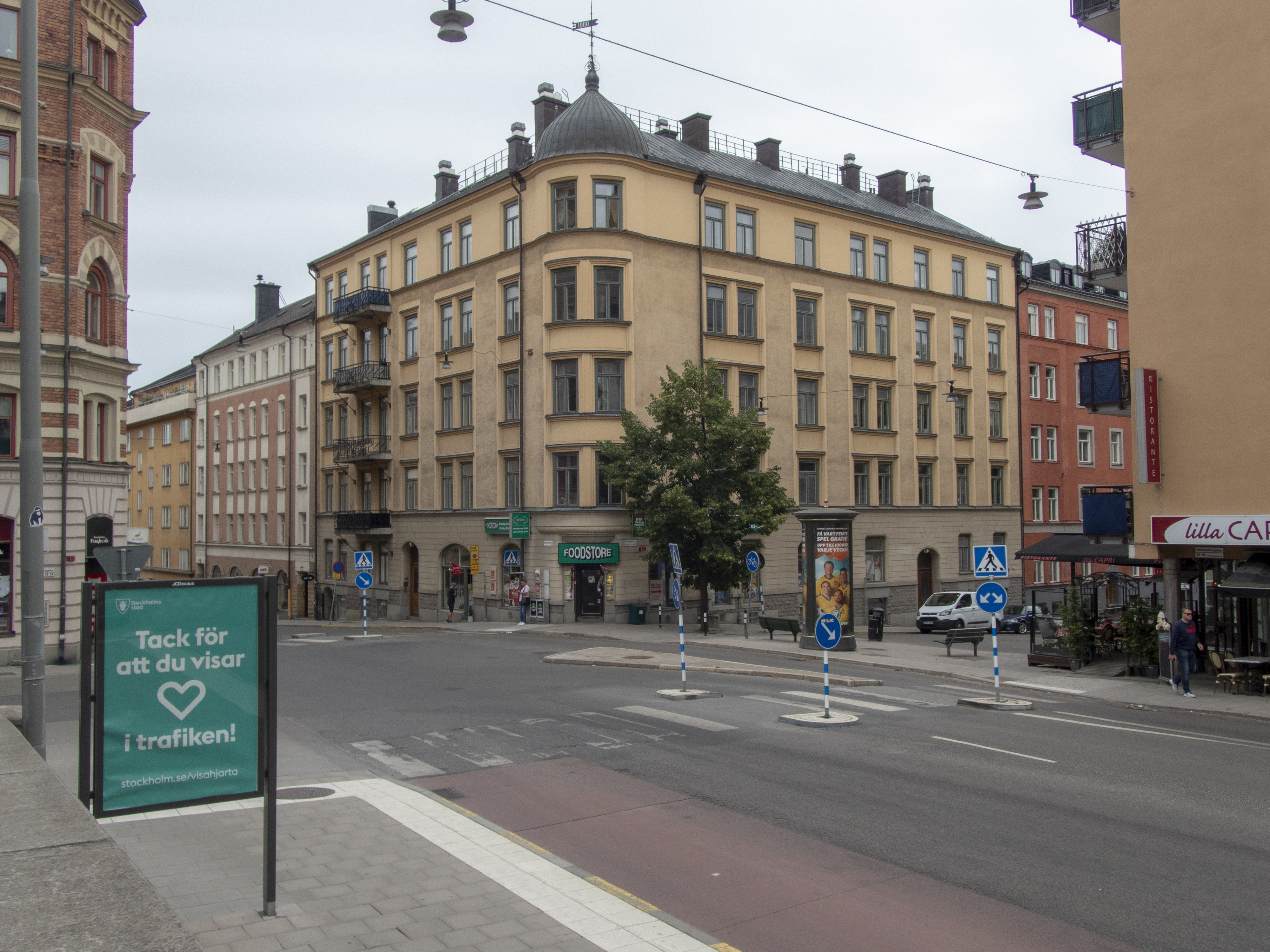
Hus vid Polhemsgatan 22 och Hantverkargatan 59 i Stockholm där Saga och Fredrik Melander kan ha bott.

Fredrik Melander är förste kriminalassistent vid Riksmordkommissionen. Han är född 1920 och började inom polisen redan 1940. Melander är sedan 1945 gift med Saga, inga barn. Paret är bosatta vid Polhemsgatan på Kungsholmen i närheten av Stockholms polishus. De har en sommarstuga på Värmdö.
Fredrik Melander är lång till växten och röker pipa. Han betraktas som både snål och tråkig av kollegorna, men är också synnerligen systematisk. Melander kännetecknas av ett närmast perfekt minne för personer och händelser – "med ett minne som en cirkuselefant". Han har en liten och ganska svårläst handstil. Bland kollegorna är han känd för sitt behov av tio timmars nattsömn och sina osedvanligt långa toalettbesök. Melander är oemottaglig för smicker.
Melander debuterar i den första boken Roseanna (1965), men från och med den sjätte boken Polis, polis, potatismos! (1970) lämnar han Becks innersta cirkel – först för polisens våldsrotel och därefter stöldroteln. Han förekommer därför i mindre utsträckning i de senare böckerna.

## Skådespelare
Rollen som Fredrik Melander spelades av Jan Erik Lindqvist i "Roseanna" (1967), och av Folke Hjort i "Mannen på taket" (1976).
Melander nämns en gång i serien med Gösta Ekman av Gunvald i filmen Polis polis potatismos från 1993 där han säger "Melander är på Värmdö, Rönn åkte till Arjeplog i fredags" i ett samtal med Kollberg.